# Hailey (Idaho)
Hailey is een plaats (city) in de Amerikaanse staat Idaho, en valt bestuurlijk gezien onder Blaine County.

## Demografie
Bij de volkstelling in 2000 werd het aantal inwoners vastgesteld op 6200.
In 2006 is het aantal inwoners door het United States Census Bureau geschat op 7751, een stijging van 1551 (25,0%).

## Geografie
Volgens het United States Census Bureau beslaat de plaats een oppervlakte van
8,2 km², geheel bestaande uit land. Hailey ligt op ongeveer 1621 m boven zeeniveau.

## Beroemde personen
- De dichter Ezra Pound werd op 30 oktober 1885 geboren in Hailey.
- Voormalig tennisser en zevenvoudig grand-slamwinnaar Mats Wilander woont in Haily.

## Plaatsen in de nabije omgeving
De onderstaande figuur toont nabijgelegen plaatsen in een straal van 44 km rond Hailey.